# Калієв Расул Бейсенович
Расул Бейсенович Калієв (каз. Расул Бейсенұлы Қалиев; нар. 16 червня 1991, Жарминський район, Східноказахстанська область) — казахський борець вільного стилю, чемпіон та бронзовий призер чемпіонатів Азії, срібний призер Азійських ігор.

## Біографія
Боротьбою почав займатися з 2004 року. Вихованець ДЮСШ ім. Б. Турлиханова Жарминського району. Перший тренер — Є. Кусаїнов. У 2011 році на чемпіонаті світу серед юніорів, що проходив у Румунії завоював срібну нагороду, за що був удостоєний звання майстра спорту Казахстану міжнародного класу. Виступає за борцівський клуб «Динамо» з Алмати. У 2014 році після золотої медалі континентальної першості і срібної нагороди на Азійських іграх був визнаний кращим борцем вільного стилю Казахстану. У тому ж році був першим номером рейтингу Міжнародної федерації об'єднаних стилів боротьби FILA. Протягом декількох років був лідером збірної Казахстану з вільної боротьби. Однак у 2015 році у Расула Калієва з'явився сильний конкурент за місце у збірній — натуралізований уродженець Республіки Тива (Росія) Артас Санаа. І хоча спочатку Калієв переміг принципового супротивника на чемпіонаті Казахстану 2015 року, однак наступного року Санаа спочатку завоював неіменну олімпійську ліцензію в США, а потім виграв золоту медаль на чемпіонаті Казахстану 2016 року. На цьому чемпіонаті, Калієв, що приїхав на змагання з тріщиною у руці, взгалі лишився без медалі. Через це Расул Калієв втратив місце у збірній і на літні Олімпійські ігри 2016 року в Ріо-де-Жанейро відправився натуралізований тивинець, що перед Олімпіадою прийняв іслам і у зв'язку з цим змінив ім'я на Нуріслам Санаєв.

## Спортивні результати на міжнародних змаганнях

### Виступи на Чемпіонатах світу
| Змагання                        | Збірна    | Вагова категорія          | Місце |
| ------------------------------- | --------- | ------------------------- | ----- |
| Чемпіонат світу з боротьби 2013 | Казахстан | вільна боротьба, до 55 кг | 5     |
| Чемпіонат світу з боротьби 2019 | Казахстан | вільна боротьба, до 61 кг | 7     |

### Виступи на Чемпіонатах Азії
| Змагання                       | Збірна    | Вагова категорія          | Місце  |
| ------------------------------ | --------- | ------------------------- | ------ |
| Чемпіонат Азії з боротьби 2011 | Казахстан | вільна боротьба, до 55 кг | 9      |
| Чемпіонат Азії з боротьби 2013 | Казахстан | вільна боротьба, до 55 кг | Бронза |
| Чемпіонат Азії з боротьби 2014 | Казахстан | вільна боротьба, до 57 кг | Золото |
| Чемпіонат Азії з боротьби 2015 | Казахстан | вільна боротьба, до 57 кг | 9      |

### Виступи на Азійських іграх
| Змагання           | Збірна    | Вагова категорія          | Місце  |
| ------------------ | --------- | ------------------------- | ------ |
| Азійські ігри 2014 | Казахстан | вільна боротьба, до 57 кг | Срібло |

### Виступи на Кубках світу
| Змагання                    | Збірна    | Вагова категорія          | Місце |
| --------------------------- | --------- | ------------------------- | ----- |
| Кубок світу з боротьби 2012 | Казахстан | вільна боротьба, до 55 кг | 7     |
| Кубок світу з боротьби 2018 | Казахстан | команда                   | 7     |

### Виступи на інших змаганнях
| Змагання                                    | Збірна    | Вагова категорія          | Місце  |
| ------------------------------------------- | --------- | ------------------------- | ------ |
| Золотий Гран-прі з боротьби 2012 (Тегеран)  | Казахстан | вільна боротьба, до 55 кг | Бронза |
| Золотий Гран-прі з боротьби 2012 (Баку)     | Казахстан | вільна боротьба, до 55 кг | 11     |
| Гран-прі «Іван Яригін» 2013                 | Казахстан | вільна боротьба, до 55 кг | 15     |
| Турнір Алі Алієва 2013                      | Казахстан | вільна боротьба, до 55 кг | Срібло |
| Кубок Тахті 2014                            | Казахстан | вільна боротьба, до 57 кг | Срібло |
| Турнір Алі Алієва 2014                      | Казахстан | вільна боротьба, до 57 кг | 7      |
| Міжнародний турнір Дінмухамеда Кунаєва 2014 | Казахстан | вільна боротьба, до 61 кг | Бронза |
| Гран-прі «Іван Яригін» 2015                 | Казахстан | вільна боротьба, до 57 кг | 12     |
| Турнір Алі Алієва 2015                      | Казахстан | вільна боротьба, до 57 кг | 11     |
| Кубок Президента Казахстану з боротьби 2015 | Казахстан | вільна боротьба, до 57 кг | Золото |
| Турнір Дана Колова — Николи Петрова 2017    | Казахстан | вільна боротьба, до 61 кг | 27     |
| Меморіал Вацлава Циолковського 2017         | Казахстан | вільна боротьба, до 57 кг | 8      |
| Турнір Олександра Медведя 2017              | Казахстан | вільна боротьба, до 57 кг | 8      |
| Інтерконтінентальний кубок з боротьби 2017  | Казахстан | вільна боротьба, до 57 кг | Бронза |
| Міжнародний турнір Дінмухамеда Кунаєва 2018 | Казахстан | вільна боротьба, до 61 кг | Золото |
| Турнір Алі Алієва 2019                      | Казахстан | вільна боротьба, до 61 кг | 5      |
| Турнір міста Сассарі з боротьби 2019        | Казахстан | вільна боротьба, до 61 кг | Срібло |
| Меморіал Вацлава Циолковського 2019         | Казахстан | вільна боротьба, до 61 кг | Бронза |
| Міжнародний турнір Дінмухамеда Кунаєва 2019 | Казахстан | вільна боротьба, до 61 кг | Бронза |

### Виступи на змаганнях молодших вікових груп
| Змагання                                      | Збірна    | Вагова категорія          | Місце  |
| --------------------------------------------- | --------- | ------------------------- | ------ |
| Чемпіонат Азії з боротьби серед юніорів 2010  | Казахстан | вільна боротьба, до 55 кг | 5      |
| Чемпіонат світу з боротьби серед юніорів 2010 | Казахстан | вільна боротьба, до 55 кг | 20     |
| Чемпіонат світу з боротьби серед юніорів 2011 | Казахстан | вільна боротьба, до 55 кг | Срібло |